# 9th Screen Actors Guild Awards
9th SAG Awards

9. marts 2003
Best Cast - Motion Picture:

Chicago
Best Cast - Drama Series:

Six Feet Under
Best Cast - Comedy Series:

Everybody Loves Raymond
9th Screen Actors Guild Awards blev afholdt den 9. marts 2003.

## Vindere og nominerede

### Film

#### Outstanding Leading Actor
Daniel Day-Lewis – Gangs of New York
- Adrien Brody – The Pianist
- Nicolas Cage – Adaptation
- Richard Gere – Chicago
- Jack Nicholson – About Schmidt

#### Outstanding Leading Actress
Renée Zellweger – Chicago
- Salma Hayek – Frida
- Nicole Kidman – The Hours
- Diane Lane – Unfaithful
- Julianne Moore – Far from Heaven

#### Outstanding Supporting Actor
Christopher Walken – Catch Me If You Can
- Chris Cooper – Adaptation
- Ed Harris – The Hours
- Alfred Molina – Frida
- Dennis Quaid – Far from Heaven

#### Outstanding Supporting Actress
Catherine Zeta-Jones – Chicago
- Kathy Bates – About Schmidt
- Julianne Moore – The Hours
- Michelle Pfeiffer – White Oleander
- Queen Latifah – Chicago

#### Outstanding Cast
Chicago
Christine Baranski
Taye Diggs
Colm Feore
Richard Gere
Queen Latifah
John C. Reilly
Renée Zellweger
Catherine Zeta-Jones
- Adaptation
- The Hours
- Ringenes Herre - De to Tårne
- My Big Fat Greek Wedding

### Fjernsyn

#### Outstanding Actor – Drama Series
James Gandolfini – The Sopranos 
- Michael Chiklis – The Shield
- Martin Sheen – The West Wing
- Kiefer Sutherland – 24 timer
- Treat Williams – Everwood

#### Outstanding Actor – Comedy Series
Sean Hayes – Will & Grace
- Matt LeBlanc – Friends
- Bernie Mac – The Bernie Mac Show
- Ray Romano – Everybody Loves Raymond
- Tony Shalhoub – Monk

#### Outstanding Actor – Miniseries or TV Film
William H. Macy – Door to Door
- Albert Finney – The Gathering Storm
- Brad Garrett – Gleason
- Sean Hayes – Martin and Lewis
- John Turturro – Monday Night Mayhem

#### Outstanding Actress – Drama Series
Edie Falco – The Sopranos 
- Amy Brenneman – Judging Amy
- Lorraine Bracco – The Sopranos
- Allison Janney – The West Wing
- Lily Tomlin – The West Wing

#### Outstanding Actress – Comedy Series
Megan Mullally – Will & Grace 
- Jennifer Aniston – Friends
- Kim Cattrall – Sex and the City
- Patricia Heaton – Everybody Loves Raymond
- Jane Kaczmarek – Malcolm in the Middle

#### Outstanding Actress – Miniseries or TV Film
Stockard Channing – The Matthew Shepard Story
- Kathy Bates – My Sister's Keeper
- Helen Mirren – Door to Door
- Vanessa Redgrave – The Gathering Storm
- Uma Thurman – Hysterical Blindness

#### Outstanding Cast – Drama Series
Six Feet Under 
Lauren Ambrose
Frances Conroy
Rachel Griffiths
Michael C. Hall
Richard Jenkins
Peter Krause
Freddy Rodriguez
Jeremy Sisto
Mathew St. Patrick
- 24 timer
- CSI: Crime Scene Investigation
- The Sopranos
- The West Wing

#### Outstanding Cast – Comedy Series
Everybody Loves Raymond 
Peter Boyle
Brad Garrett
Patricia Heaton
Doris Roberts
Ray Romano
Madylin Sweeten
- Frasier
- Friends
- Sex and the City
- Will & Grace

### Life Achievement Award
Clint Eastwood